# Themus micronotata
Themus micronotata is een keversoort uit de familie soldaatjes (Cantharidae). De wetenschappelijke naam van de soort werd in 1920 gepubliceerd door Maurice Pic.